# تقنية النانو في الخرسانة
تقنية النانو في الخرسانة إنَّ تقنية النانو هي أَحدث إصدار من التطور الحاصل في عالم الصناعة الإِنشائية خصوصاً المونة عالية الأداء، ولقد زاد الطلب حول إنتاج المونة عالية الأداء في العقود الأخيرة لما تلبيه من المتطلبات الانشائية المعاصرة. وللحصول على مونة عالية الأداء استخدم العلماء طرقاً وتقنيات عديدة تتطور باستمرار، ومن أَحدث هذه التقنيات تقنية النانو. إنَّ إنتاج مواد بناء بخواص عالية الأداء بات محط أَنظار كثير من الباحثين.
ان فكرة استخدام تقنية النانو في مونة الإسمنت تكمن في استخدام مواد نانوية (ذات حبيبات مقاساتها نانوية) مختلفة التركيب مثل: السليكا النانوية المدخنة، وأبخرة السليكا النانوية، والميتاكاؤولين النانوي، والياف الكاربون باقطار نانوية... والخ. ويتم ذلك من خلال استبدال نسبة الإسمنت الموجودة في الخرسانة بنسب من تلك المواد النانوية (فيما عدا الالياف، فهي تعوض كنسب حجمية من حجم الخلطة الكلي)، وقياس مدى تأثير هذا الاستبدال على الخصائص الميكانيكية للخرسانة (الطرية والمتصلبة) مثل: الهطول وقابلية التشغيل ومقاومة الخرسانة للانضغاط، الشد، الانكسار، البري والتآكل وغيرها.. من خصائص الخرسانة وبعد دراسة تلك المتغيرات وإيجاد أفضل نسبة من كل من المضافات (المواد النانوية)، يتم مزج النسب المثلى بخلطة واحدة ودراسة تأثير العُمر على خصائصها الميكانيكية. ومن الجدير بالذكر ان استخدام هذه المواد سيؤثر على قابلية تشغيل الخرسانة مما يوجب استخدام مواد تزيد من ليونة الخرسانة تعرف بالملدنات الفائقة (SP).إن أفضل نسبة لإضافة أبخرة السليكا النانوية هي 10% من وزن الإسمنت. تمت إضافتها مع نسبة ملدن فائق 4% ونسبة ماء إلى إسمنت (0.23). وأفضل نسبة لإضافة السليكا النانوية المدخنة هي 0.5% من وزن الإسمنت. تمت إضافتها مع نسبة ملدن فائق 4% ونسبة ماء إلى إسمنت (0.252). أما أفضل نسبة لإحلال الميتاكاؤولين النانوي هي 10% من وزن الإسمنت (استبدال). تمت إضافتها مع نسبة ملدن فائق 4% ونسبة ماء إلى إسمنت (0.235). وأفضل نسبة لإضافة الياف الكاربون هي 1% نسبة حجمية =. تمت إضافتها مع نسبة ملدن فائق 4% ونسبة ماء إلى إسمنت (0.28). وعند مزج النسب المثلى نحصل على زيادة في مقاومة الانضغاط مقدارها 67.27% وزيادة بمعاير الكسر مقدارها 83.5% وزيادة بمقاومة الشد غير المباشر مقدارها 125% عن الخلطة المرجعية.